# Barrage de Saint-Étienne-du-Vigan
Le barrage de Saint-Étienne-du-Vigan est un ancien barrage situé sur l'Allier dans les communes de Saint-Étienne-du-Vigan et de Naussac, entre la Haute-Loire et la Lozère. Il a été détruit entre novembre 1996 et juillet 1998 pour permettre une meilleure continuité écologique des poissons. C'est avec le barrage de Maisons-Rouges, le premier barrage notable détruit intentionnellement en France.

## Caractéristique
Le barrage mesure de 14 mètres de haut, son lac de retenue a une longueur de 900 mètres et 30 000 m3 de sédiment sont estimés avoir été stockés par celui-ci. Le barrage n'a pas possédé de passe à poisson.

## Histoire
Le barrage de Saint-Étienne-du-Vigan est construit en 1895, pour la production d'électricité pour les communes de Langogne et de Pradelles. Le barrage est reconstruit en béton par la commune de Langogne, peu de temps après. En 1950, le barrage est cédé à EDF ,.
En 1993, un renouvellement de la concession advient, juste avant le plan Loire Grandeur Nature,. Celui-ci en janvier 1994, annule plusieurs projets de barrages sur le bassin versant de la Loire et annonce la destruction du barrage de Saint-Étienne-du-Vigan. La concession du barrage à EDF n'est ainsi pas prolongée,. La préfecture demande de plus à EDF de détruire le barrage à son compte. En 1995, des analyses sur les sédiments retenus par le barrage sont faites, elles n'ont pas relevé de pollution,.
La démolition débute en novembre 1996 par la destruction de l'usine hydroélectrique. En novembre 1997, le lac de retenue est vidangé. Puis, le 24 juin 1998, le barrage est démoli par explosion,. Cette méthode de démolition, s'explique par le faible accès qu'offre le site pour les engins de démolition. Un suivi de la qualité des eaux a été réalisé durant le chantier. Un autre suivi aérien est réalisé sur la stabilité des berges par EDF pendant les trois premières années du chantier. En complément de la destruction du barrage, des mesures compensatoires pour pallier les recettes de la taxe professionnelle ont été prévues.
Le coût de la démolition est au total de 8,3 millions de francs soit 1,27 million d'euros, dont 7,6 millions de francs ou 1,1586 million d'euros pour les travaux et aménagements.
À la fin 1998 et en 1999, des observations montrent la réapparition de frayères en amont du barrage détruit, malgré l'existence d'autres barrages,.